# Милан (футбольный клуб)
«Мила́н» (итал. Associazione Calcio Milan, итальянское произношение: [assotʃatˈtsjoːne ˈkaltʃo ˈmiːlan]) — итальянский профессиональный футбольный клуб из одноимённого города. «Милан» — один из самых успешных клубов мира и самый титулованный из Италии по количеству международных трофеев.
В 1963 году стал первым клубом из Италии, выигравшим Кубок европейских чемпионов. «Милан» является пятикратным обладателем Суперкубка УЕФА. Кроме того, является одной из шести европейских команд, заслуживших право хранить у себя кубок Лиги чемпионов, который клуб выигрывал семь раз. Последним на сегодняшний день завоёванным трофеем стал Суперкубок Италии 2024.
«Милан» занял 9-е место в списке лучших футбольных клубов XX века по версии ФИФА, 3-е место — по версии журнала Kicker. Также IFFHS поставил «Милан» на 3-е место в рейтинге лучших европейских коллективов XX века. В 2020 году журнал Forbes оценил «Милан» в $585 млн при общей выручке в $248 млн.
Домашний стадион «Милана», «Джузеппе Меацца», открыт в 1926 году. Он является крупнейшим футбольным стадионом Италии и вмещает около 75 тысяч болельщиков. Действующий капитан команды — Майк Меньян. Главный тренер — Массимилиано Аллегри.

## История
«Милан» был основан в 1899 году выходцем из Великобритании, Альфредом Эдвардсом. Клуб получил английское название в честь одноимённого города (по-итальянски Милан произносится как «Милано»). Первым тренером команды стал Герберт Килпин. Именно он придумал форму клуба и её цвета: чёрный и красный. Красный цвет символизировал дьявола, покровителя команды, а чёрный — опасность, которая грозила всем его соперникам, поэтому команду и стали со временем называть «Дьяволы». Эмблемой клуба стал щит с изображением герба города Милан — пурпурного креста на белом поле.
11 марта 1900 года «Милан» провёл свой первый неофициальный матч. Соперником стали представители другого миланского клуба — «Медиоланума» (где ранее выступал Герберт Килпин). Состав команды в том матче выглядел следующим образом: Килпин, Хууд, Каньяни, Торетто, Лисс, Валерио, Дубини, Дэвис, Невилл, Эллисон, Форменти. Уверенная победа «Милана» со счётом 3:0 вдохновила команду[стиль], и она приняла решение вступить в Федерацию Футбола Италии, что дало право выступать в чемпионате страны. В первом официальном матче 15 апреля 1900 года против «Торинезе» «Милан» крупно уступил — 0:3.
Впервые чемпионом Италии «Милан» стал через два сезона после основания, уже в 1901 году. Ещё два титула были завоёваны в 1906 году и 1907 году. В результате потасовки в одном из миланских кафе появился другой клуб, впоследствии ставший главным соперником для «Милана» — «Интернационале».
Через год правило[какое?] упразднили, а противостояние двух клубов осталось.

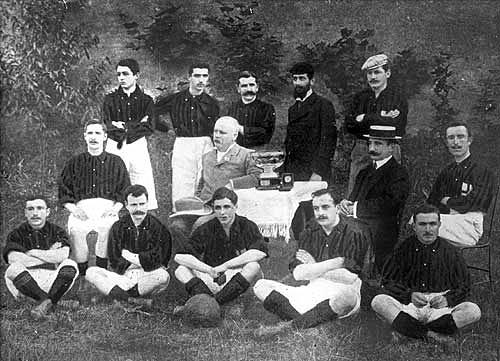
Состав «Милана», чемпиона Италии 1901

В 1936 году происходит смена названия команды с «Футбольный клуб Милан» на «Спортивная Ассоциация Милан». В руководстве клуба в это же время случились многочисленные изменения, в результате которых президентом «Милана» стал Умберто Траббатони, руководивший командой с 1940 по 1954 год. Чемпионат Италии для «Милана» складывался не лучшим образом — команда переживала период нестабильности.
Весной 1951 года «Милан» завоевал своё четвёртое скудетто. Спустя неделю команда взяла Латинский кубок, где в финале разгромила «Лилль» со счётом 5:0 — хет-триком тогда отличился Гуннар Нордаль.
В сезоне 1961/62 миланский клуб выиграл своё восьмое скудетто, начав один из наиболее успешных периодов в своей истории. Главными архитекторами[стиль] этого успеха на поле стали Джанни Ривера и бразилец Жозе Алтафини. В следующем сезоне «Милан» первым из итальянских команд получил Кубок европейских чемпионов, победив на лондонском стадионе «Уэмбли» португальскую «Бенфику», за которую тогда играл знаменитый Эйсебио. В 1964 году «россонери», ведомые новым главным тренером Джузеппе Виани, сменившим Нерео Рокко после перехода последнего в «Торино», уступили 1:0 в игре на «Маракане» за Межконтинентальный Кубок бразильскому «Сантосу», пропустив на последних минутах.
Единственным достижением было получение «звезды» над эмблемой после десятого чемпионского титула в 1979 году. Команда трижды подряд побеждала в Кубке Италии и однажды — в Кубке обладателей кубков УЕФА.
В первые годы 1980-х из-за скандала со ставками клуб был наказан понижением в Серию B. Тем не менее, были и хорошие моменты — в клуб пришёл Паоло Мальдини, который 20 января 1985 дебютировал в матче с «Удинезе». 16-летний Паоло пошёл по пути Франко Барези и своего отца Чезаре, в дальнейшем заслужив капитанскую повязку как в клубе, так и в сборной Италии.
24 марта 1986 года Сильвио Берлускони занял пост 21-го президента «Милана». Перед стартом сезона 1986/87 год были подписаны такие футболисты, как Роберто Донадони, Дарио Бонетти, Джузеппе Гальдеризи, Даниеле Массаро и Джованни Галли. «Милану» удалось пробиться в Кубок УЕФА благодаря победе над «Сампдорией», где Массаро забил единственный гол в дополнительное время.
В сезоне 1987/88 в клуб прибыл Арриго Сакки. С прибытием голландских звёзд — Марко Ван Бастена и Рууда Гуллита, команда вошла в новую захватывающую эру. Игрок молодёжного состава, Алессандро Костакурта, был также продвинут в первую команду. Несмотря на некоторые неблагоприятные не полевые штрафы[какие?], команда не пала духом и одолела «Наполи» со счётом 2:3 на стадионе «Сан-Паоло» в Неаполе, завоевав 18 мая 1988 года 11-е звание чемпиона Италии.
После триумфального для сборной Нидерландов Евро-1988, к голландской паре Гуллита и Ван Бастена присоединился их соотечественник, Франк Райкард, чтобы сформировать голландское трио. Такое, как трио 1950-х годов, состоящее из Гуннара Нордаля, Нильса Лидхольма и Гуннара Грена («Gre-No-Li»).
В сезоне 1988/89 «Милан» покорил Кубок чемпионов после победы над «Стяуа» Бухарест в финале. Более ста тысяч зрителей приехали на стадион «Камп Ноу» (Барселона), чтобы наблюдать, как «Милан» победил со счётом 4:0 (по дублю оформили Ван Бастен и Гуллит). Под руководством Сакки команда выиграла чемпионат Италии, два Кубка чемпионов, два Межконтинентальных Кубка, два европейских Суперкубка и один итальянский Суперкубок.
Бывший полузащитник «Милана», Фабио Капелло, заменил Сакки в начале сезона 1992/93, но команда продолжала доминировать и дома, и за границей — выиграв четыре чемпионских титула (три последовательно), три итальянских Суперкубка, одну Лигу чемпионов (в финале против испанской «Барселоны») и один европейский Суперкубок.

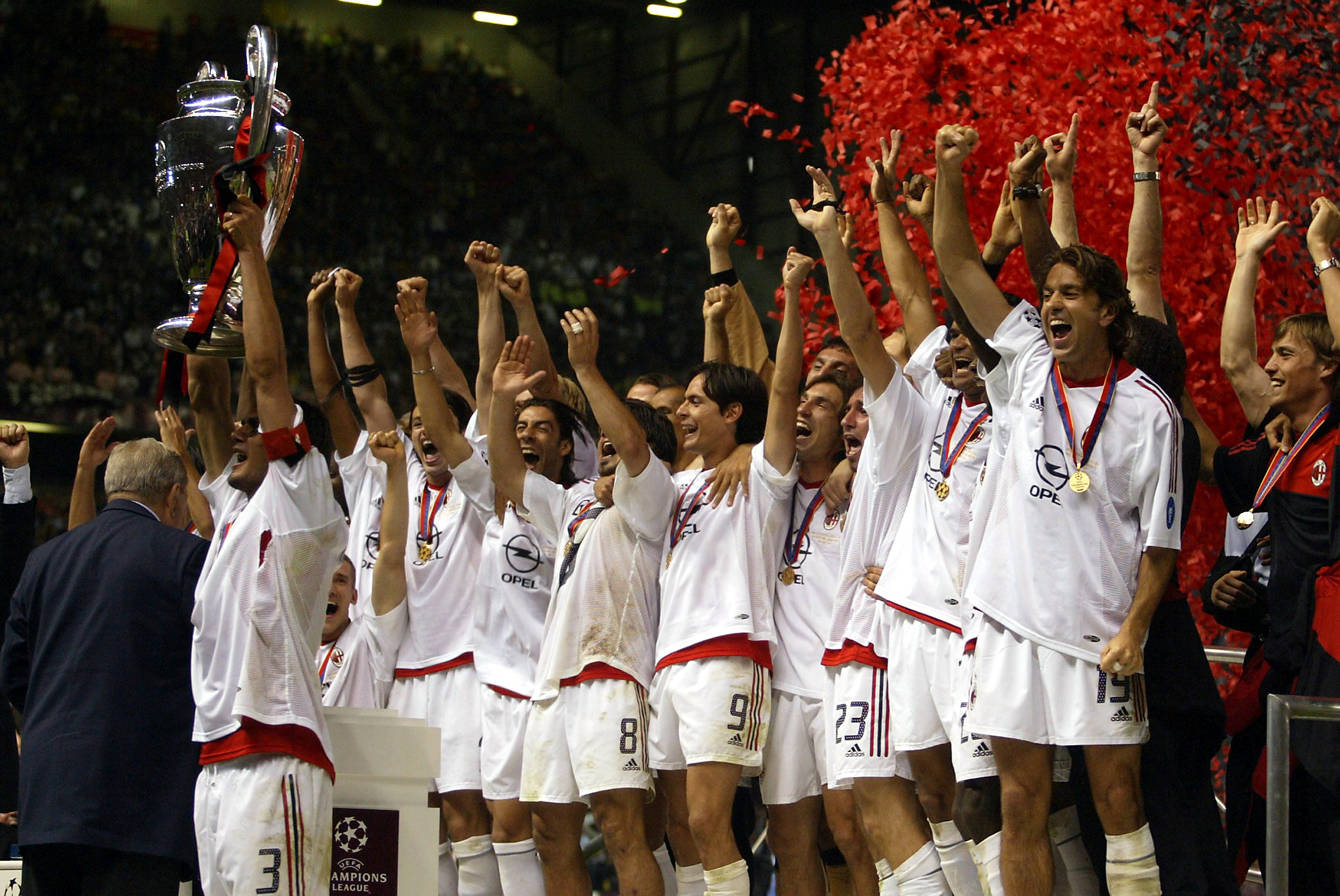
«Милан» празднует победу в Лиге чемпионов УЕФА 2002/03

В сезоне 2002/03 «Милан» под руководством ещё одного бывшего полузащитника клуба Карло Анчелотти в шестой раз стал победителем Лиги чемпионов победив в финале «Ювентус». В сезоне 2004/2005 «Милан» вышел в Стамбульский финал Лиги чемпионов, где в легендарном матче против «Ливерпуля», ведя 3:0, в итоге позволил английскому клубу сравнять счёт и проиграл в серии пенальти. Реванш удалось взять два года спустя в Афинах. Успех команды строился не только на высококлассном звёздном составе и тренерской работе, но и на деятельности бельгийского врача Жан-Пьера Меерсемана, сотрудничавшего с клубом с 1998 года и являвшегося его главным врачом с 2002 по 2012 год — работу обеспечивала созданная Меерсеманом лаборатория «MilanLab».
Перед началом сезона 2009/2010 руководство клуба решило строить новую команду. Ушли сразу несколько лидеров клуба: полузащитник Кака был продан в «Реал» за 68,5 млн евро, нападающий Андрей Шевченко был куплен «Челси», а легендарный капитан «Милана» защитник Паоло Мальдини завершил карьеру. Главный тренер Карло Анчелотти покинул свой пост.
Вместо Анчелотти на должность главного тренера был назначен Леонардо, который ранее играл в «Милане», а затем работал скаутом. В частности, с участием Леонардо, был осуществлён переход Кака из «Сан-Паулу» в «Милан».
Перед сезоном 2010/2011 главным тренером Милана стал Массимилиано Аллегри, ранее тренировавший «Кальяри». Кроме того, клуб серьёзно усилился в межсезонье, приобретя Робиньо из «Манчестер Сити», Кевина-Принса Боатенга из «Портсмута» и Златана Ибрагимовича из «Барселоны».
С самого начала сезона «Милан» стал одерживать победы, обозначив серьёзную борьбу за скудетто. На фоне неудач «Интера», из которого в «Реал» ушёл главный тренер Жозе Моуринью, «Ювентуса» и других команд-грандов «Милан» вскоре уверенно вышел на первое место в турнирной таблице.
В Лиге чемпионов дела шли не так хорошо. Не без труда выйдя из группы вместе с тем же «Реалом», «Милан» неожиданно вылетел уже на стадии 1/8 финала в противостоянии с «Тоттенхэм Хотспур».
Оставшись без Лиги чемпионов, «Милан» сосредоточился на борьбе за Скудетто, которое «россонери» не выигрывали с 2004 года. Ключевым матчем сезона стало миланское дерби 2 апреля 2011 года, в котором «россонери» разгромили «Интер» со счётом 3:0. Учитывая победу с таким же счётом над «Наполи», «Милан» практически гарантировал себе чемпионство. 7 мая после ничьей с «Ромой» за два тура до конца чемпионата «Милан» завоевал 18-е скудетто в своей истории.
Массимилиано Аллегри продлил контракт с клубом до 2013 года. В клубе решили не заключать долгосрочных контрактов с ветеранами: Кларенсом Зеедорфом, Андреа Пирло и Дженнаро Гаттузо. В итоге Гаттузо и Зеедорф подписали контракт на один сезон, а Пирло перешёл в туринский «Ювентус».
Летом перед стартом сезона 2012/2013 руководство «Милана» осуществило несколько трансферов, самыми громкими из которых стал уход лидеров команды — форварда Златана Ибрагимовича и защитника Тиагу Силвы во французский «Пари Сен-Жермен», общая стоимость сделок составила 60 миллионов евро. Кроме того, «россонери» покинул нападающий Антонио Кассано, перешедший в «Интер» в обмен на форварда Джампаоло Паццини. Уход сразу нескольких ключевых игроков сильно сказался на результатах команды. Не показывая стабильной игры, к 12-му туру «россонери» оказались на тринадцатом месте в турнирной таблице. Перед началом сезона 2013/2014 «Милан» сделал фактически единственное приобретение — из мадридского «Реала» в качестве свободного агента вернулся бразилец Кака. Новый сезон «Милан» вновь начал неудачно, проиграв дебютанту Серии А «Эллас Вероне» (1:2). «Милан» одержал только пять побед за 18 туров. После первого круга чемпионата команда занимала 11-е место в турнирной таблице. Немного лучше клуб выступил в Лиге чемпионов, выйдя из группы со второго места. Руководство клуба не собиралось увольнять Аллегри, однако в матче 19-го тура с «Сассуоло», ведя в счёте 2:0 и пропустив четыре мяча (все четыре мяча забил Доменико Берарди, оформив первый в истории Серии А покер в ворота «Милана»), «Милан» в итоге проиграл со счётом 3:4. На следующий день Аллегри был уволен и на его должность был временно назначен Мауро Тассотти.
14 января 2014 года Кларенс Зеедорф объявил о завершении карьеры в бразильском «Ботафого» и подтвердил своё назначение на пост главного тренера «Милана», 19 января дебютировав в качестве тренера в матче против «Эллас Вероны». Матч закончился со счётом 1:0 в пользу «россонери». По итогам сезона «Милан» занял 8-е место в чемпионате и остался без еврокубков, впервые за 16 лет. В конце сезона Кларенс Зеедорф был отправлен в отставку.
9 июня 2014 года главным тренером «Милана» стал его другой легендарный в прошлом футболист — Филиппо Индзаги. Контракт с СуперПиппо был рассчитан до 30 июня 2016 года. «Милан» в итоге завершил чемпионат на 10 месте, а Индзаги был уволен.
16 июня 2015 года «Милан» назначил Синишу Михайловича на пост главного тренера, заключив с ним контракт на 2 года.
С новым тренером «Милан» начал сезон неудачно, как и в прошлом победив в первые 7 туров всего 3 раза. 4 октября «россонери» проиграли «Наполи» с разгромным счётом 0:4. Последовала череда неудач. Но затем «Милан» победил в важнейших матчах («Кьево» 1:0 и «Лацио» 3:1), что позволило выйти на 6-ю позицию в таблице. После серии неудачных матчей Синиша был уволен с поста тренера «Милана». Оставшийся период сезона начиная с 11 апреля командой руководил тренер молодёжного состава «Милана» — Кристиан Брокки, при котором клуб не смог квалифицироваться в еврокубки закончив футбольный год на 7 строчке.
28 июня 2016 года Брокки был заменён на посту главного тренера «Милана», новым наставником стал Винченцо Монтелла.
13 апреля 2017 года «Милан» был официально продан китайско-американскому холдингу «Rossoneri Sport Investment Lux».
Первый сезон при Монтелле «Милан» закончил на шестом месте в чемпионате и завоевал путёвку в Лигу Европы. В Кубке Италии команда дошла до четвертьфинала. Но самым главным достижением стала победа в Суперкубке Италии над «Ювентусом». Это стало первым трофеем команды с 2011 года.
В следующем сезоне «Милан» провёл внушительную трансферную кампанию. Были приобретены Леонардо Бонуччи, Андре Силва, Андреа Конти, Хакан Чалханоглу, Маттео Мусаккьо, Рикардо Родригес, Лукас Билья, Франк Кессье, Никола Калинич и Фабио Борини.
После 14 туров «россонери» шли всего лишь на седьмом месте с 20 очками. 27 ноября 2017 года Монтелла был отправлен в отставку. Вместо него главным тренером «Милана» был назначен бывший полузащитник и тренер молодёжной команды «россонери» Дженнаро Гаттузо.
3 декабря 2017 года Дженнаро Гаттузо провёл первый матч в качестве главного наставника клуба. Дебют оказался шокирующим: «Милан» в гостях не смог обыграть «Беневенто», худшую команду чемпионата, которая до этого проиграла абсолютно все свои матчи. Однако, потом Гаттузо удалось вывести команду из кризиса. «Милан» под его руководством вышел в финал Кубка Италии, выдал десятиматчевую беспроигрышную серию в чемпионате и стал реально претендовать на путёвку в Лигу чемпионов. При этом Гаттузо оставался самым низкооплачиваемым тренером Серии А. 5 апреля 2018 года руководство клуба объявило о продлении контракта с Дженнаро Гаттузо до 30 июня 2021 года, увеличив его зарплату до 2 миллионов евро. Сезон 2017/2018 «Милан» закончил на шестом месте и получил прямую путёвку в групповой этап Лиги Европы.
С 1 июля 2018 года немецкая компания Puma стала новым техническим спонсором «Милана», подписав первое соглашение с итальянским клубом сроком на 5 лет. От Puma красно-чёрные, с учётом возможных бонусов, будут получать больший объём выплат в сравнении с бывшим техническим партером — Adidas.
11 июля 2018 года «Милан» перешёл во владение американского инвестиционного фонда Elliott Management Corporation. Это произошло из-за неуплаты по кредитной задолженности перед фондом уже бывшим владельцем клуба Ли Юнхуном. Новым президентом «россонери» стал Паоло Скарони — итальянский бизнесмен и финансист, ранее входивший в совет директоров клуба.
По окончании сезона 2018/2019 Дженнаро Гаттузо подал в отставку с поста главного тренера, отказавшись от положенной по контракту неустойки. Клуб занял 5-е место в турнирной таблице, не попав в Лигу чемпионов. Однако данный результат давал право «Милану» выступать в групповом раунде Лиги Европы в сезоне 2019/20, но руководство клуба приняло решение отказаться от участия в турнире по договорённости с УЕФА, взамен «россонери» получили дополнительное время на решение вопросов с «финансовым фэйр-плей». Летом 2019 года обновлённое руководство «Милана» решило назначить Марко Джампаоло на пост главного тренера команды.

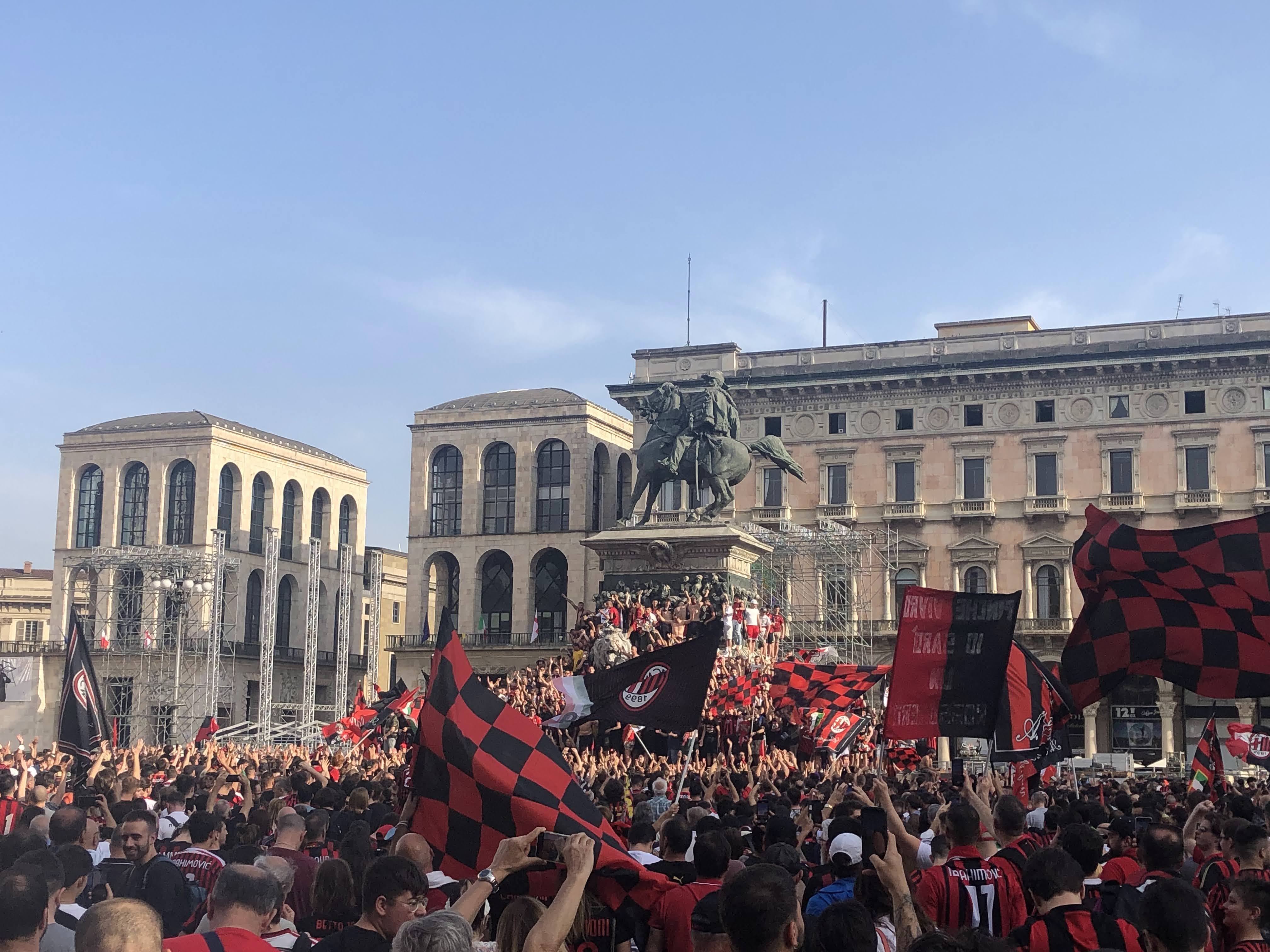
Болельщики «россонери» празднуют победу в серии А в сезоне 2021/22 на площади Пьяцца-дель-Дуомо

Уже в октябре 2019 года Джампаоло был уволен из-за неудовлетворительных результатов, исправлять очередной кризис был приглашён Стефано Пиоли. Летом 2020 контракт со Стефано был продлён, после того как специалист смог наладить игру и результаты команды. К концу сезона 2020/2021 коллектив Стефано Пиоли сумел повторить и обновить немало клубных рекордов, среди которых 30-ти матчевая серия из игр, в которых «Милан» обязательно поражал ворота соперника. По итогам игрового года «Милан» под руководством Пиоли впервые с 2012 года завоевал серебро чемпионата Италии и смог квалифицироваться в Лигу чемпионов — спустя 7 лет отсутствия в главном кубковом турнире Европы.
В сезоне 2021/2022 команда продолжила свой прогресс и смогла завоевать чемпионский титул — первый за 11 лет для клуба и первый для Пиоли как тренера, опередив извечного соперника на 2 балла.
1 июня 2022 года было объявлено, что американская инвестиционная компания Red Bird Capital Partners во главе с Джерри Кардинале приобрела 70 % акций клуба за 1,3 миллиарда долларов.
30 декабря 2024 года Сержиу Консейсан вступил в должность главного тренера клуба. 7 января 2025 года команда смогла завоевать Суперкубок Италии, одолев «Интернационале» (3:2). 14 мая 2025 года команда проиграла «Болонье» в финале Кубка Италии.
30 мая 2025 года Массимилиано Аллегри вернулся на пост главного тренера.

## Достижения

### Национальные
- Чемпионат Италии (Серия A)
  - Чемпион (19): 1900/01, 1905/06, 1906/07, 1950/51, 1954/55, 1956/57, 1958/59, 1961/62, 1967/68, 1978/79, 1987/88, 1991/92, 1992/93, 1993/94, 1995/96, 1998/99, 2003/04, 2010/11, 2021/22
  - Вице-чемпион (15): 1901/02, 1947/48, 1949/50, 1951/52, 1955/56, 1960/61, 1964/65, 1970/71, 1971/72, 1972/73, 1989/90, 1990/91, 2004/05, 2011/12, 2020/21, 2023/24
- Кубок Италии
  - Обладатель (5): 1966/67, 1971/72, 1972/73, 1976/77, 2002/03
  - Финалист (10): 1941/42, 1967/68, 1970/71, 1974/75, 1984/85, 1989/90, 1997/98, 2015/16, 2017/18, 2024/25
- Суперкубок Италии
  - Обладатель (8): 1988, 1992, 1993, 1994, 2004, 2011, 2016, 2024
- Медаль Короля
  - Обладатель (3): 1900, 1901, 1902
- Чемпионат Италии (Серия B)
  - Чемпион (2): 1980/81, 1982/83

### Международные
- Лига чемпионов УЕФА / Кубок европейских чемпионов
  - Обладатель (7): 1963, 1969, 1989, 1990, 1994, 2003, 2007
  - Финалист (4): 1958, 1993, 1995, 2005
- Кубок обладателей кубков УЕФА
  - Обладатель (2): 1968, 1973
  - Финалист: 1974
- Суперкубок УЕФА
  - Обладатель (5): 1989, 1990, 1994, 2003, 2007
- Межконтинентальный кубок
  - Обладатель (3): 1969, 1989, 1990
  - Финалист (4): 1963, 1993, 1994, 2003
- Клубный чемпионат мира
  - Обладатель: 2007
- Латинский кубок
  - Обладатель (2): 1951, 1956
  - Финалист: 1953
- Кубок Митропы
  - Обладатель: 1981/82
- Трофей Луиджи Берлускони
  - Обладатель (13): 1992, 1993, 1994, 1996, 1997, 2002, 2005, 2006, 2007, 2008, 2009, 2011, 2014
  - Финалист (11): 1991, 1995, 1998, 1999, 2000, 2001, 2003, 2004, 2010, 2012, 2015
- Кубок Сантьяго Бернабеу
  - Обладатель (2): 1988, 1990
  - Финалист (2): 1999, 2018

## Стадион

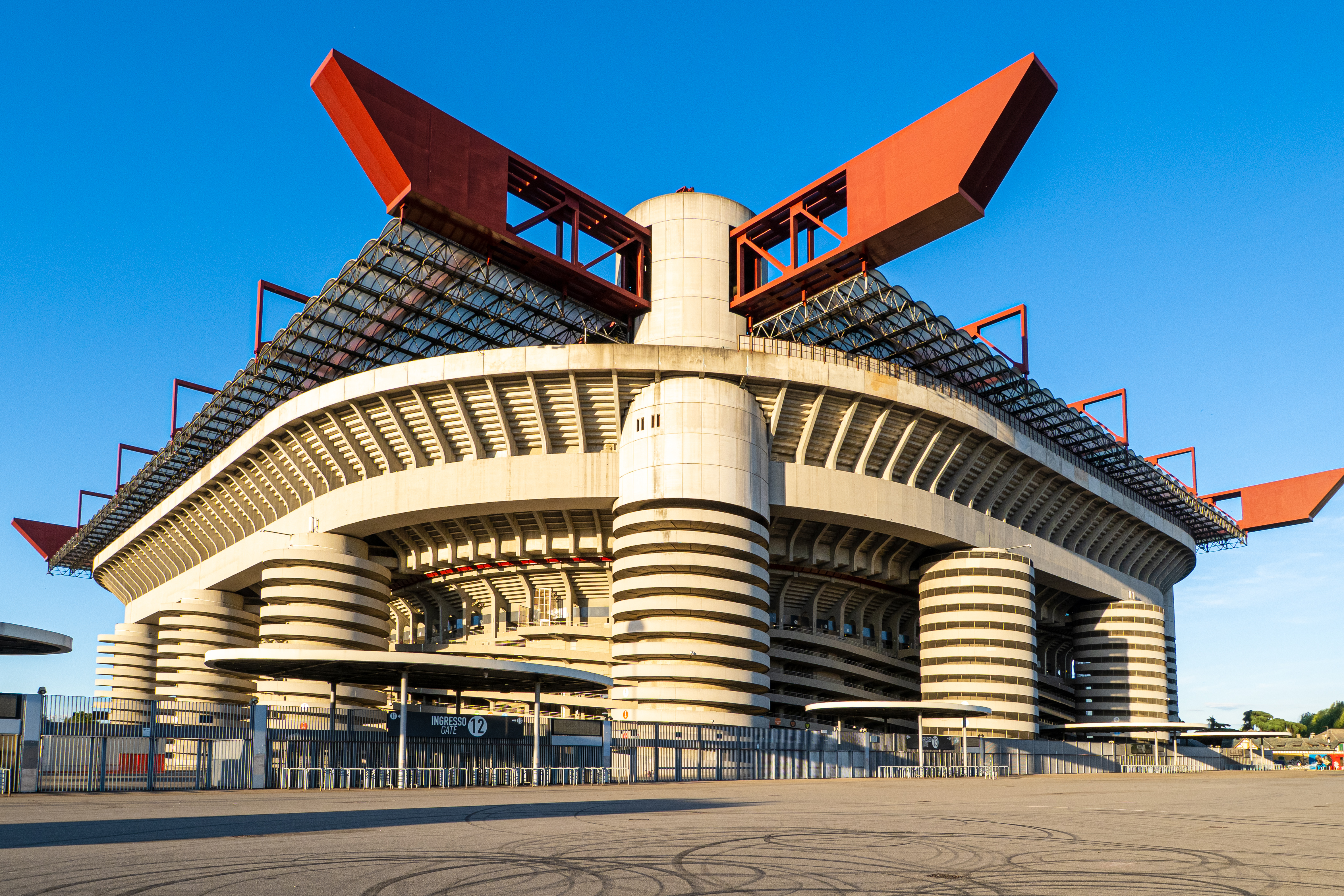
«Сан-Сиро»

Изначально «Сан-Сиро», названный так по имени предместья где он расположен, был домашним стадионом «Милана», образованного в 1899 году англичанином Альфредом Эдвардсом. К середине 1920-х годов «россонери» уже стало тесно на своём старом стадионе и президент «Милана» Пьеро Пирелли, весьма состоятельный человек, купил землю под строительство новой арены. Футбольный стадион «Сан-Сиро», вместимостью более 35 000 зрителей, открылся в сентябре 1926 года. Годами позже местный муниципалитет выкупил стадион у «Милана». Город и клуб постепенно его расширили — и уже в 1940 году на матче Италии против Германии присутствовало 65 000 зрителей.
В 1947 году стало очевидно, что старый стадион «Интера» маловат для такого большого клуба. Предложение о том, чтобы обе команды делили один стадион, было встречено с одобрением со стороны «Милана». Но для реализации решения арену нужно было расширить. «Сан-Сиро» закрылся на реконструкцию и открылся вновь в 1955 году. Он стал вмещать практически 82 000 зрителей. В 1979 году «Сан-Сиро» был переименован в «Джузеппе Меацца» — в честь одного из двух футболистов в истории итальянского футбола, которые входили в состав обеих итальянских сборных, победивших на чемпионатах мира в 1934 и 1938 годах. Болельщики буквально преклонялись перед Меаццей — форвардом, поигравшим в обоих миланских клубах.
Сейчас в Италии в разговорном обиходе используются оба названия стадиона. В мире остаётся более популярным и узнаваемым историческое название — «Сан-Сиро».

К чемпионату мира 1990 года на стадионе была проведена ещё одна глобальная реконструкция стоимостью около 50 миллионов фунтов — не считая того, что было потрачено на решение проблем вызванных затенением поля из-за новых несущих конструкций.

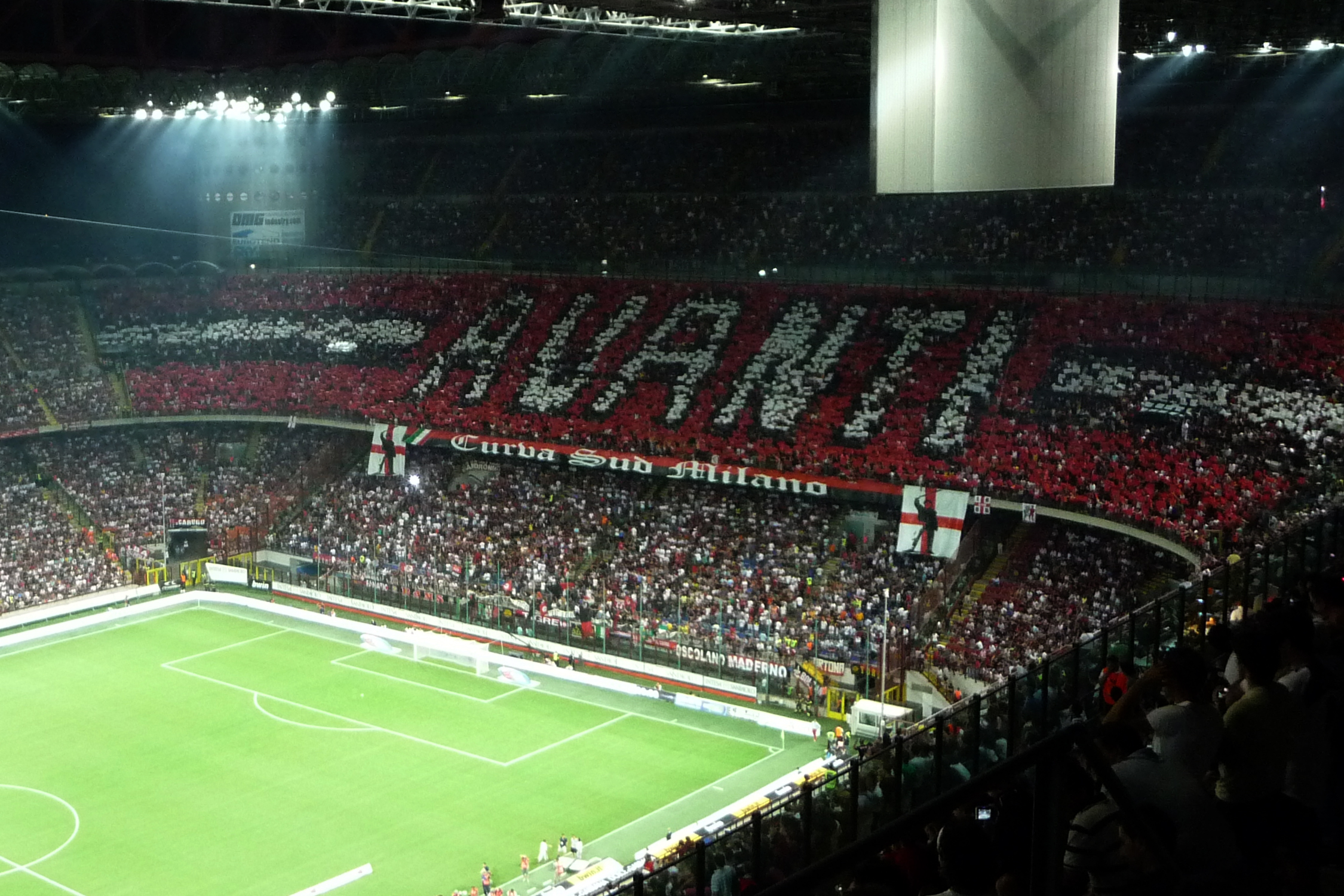
«Сан-Сиро» во время миланского дерби в сезоне 2009/10

## Болельщики
По данным исследования, проведённого итальянской газетой «La Repubblica», «Милан» является одним из наиболее популярных футбольных клубов в Италии. Исторически за «Милан» болел рабочий класс и профсоюзы города. С другой стороны, принципиальный соперник, «Интернационале», в основном пользовался поддержкой более процветающего миланского среднего класса. Одна из старейших групп ультрас в итальянском футболе, «Fossa dei Leoni», возникла в Милане. В настоящее время основной группой ультрас клуба является «Brigate Rossonere». Ультрас «Милана» никогда не имели никаких особых политических предпочтений, но средства массовой информации до недавнего времени традиционно ассоциировали их с левыми. С началом президентства Сильвио Берлускони этот стереотип стал неактуален.
По данным исследования, с 2010 года «Милан» является наиболее популярной итальянской командой в Европе и седьмой в мире — клуб поддерживают более 18,5 млн болельщиков. «Милан» входит в десятку самых посещаемых футбольных европейских коллективов, а также пользуется большой популярностью в Китае и большинстве стран Юго-Восточной Азии.

## Миланское дерби
Миланское дерби (итал. Derby della Madonnina или Derby di Milano) футбольный матч между двумя итальянскими клубами из города Милан — «Миланом» и «Интернационале».
Миланское дерби — одно из важнейших дерби в мировом футболе и наиболее ожидаемое событие итальянского спортивного календаря. Дерби проходят дважды в год в течение почти каждого сезона итальянской Серии A, но время от времени также случаются в рамках розыгрышей Лиги чемпионов, Кубка Италии и других соревнований.
Название «Della Madonnina» происходит от итальянской традиции называть дерби именем какой-либо выдающейся достопримечательности города, в данном случае — статуи Девы Марии на верхушке Миланского собора.

## Президенты клуба
- Альфред Эдвардс (1899—1909)
- Джанинно Камперио (1909)
- Пьеро Пирелли (1909—1928)
- Луиджи Раваско (1928—1930, 1933—1935)
- Марио Бернаццоли (1930—1933)
- Пьетро Аннони (1935)
- Эмилио Коломбо (1936—1939)
- Акилле Инверницци (1939—1940)
- Умберто Трабаттони (1940—1944, 1945—1954)
- Антонио Бузини (1944—1945)
- Андреа Риццоли (1954—1963)
- Феличе Рива (1963—1965)
- Федерико Сордилло (1965—1966, 1971—1972)
- Франко Карраро (1967—1971)
- Альбино Бутикки (1972—1975)
- Бруно Парди (1975—1976)
- Витторио Двина (1976—1977)
- Феличе Коломбо (1977—1980)
- Гаэтано Мораццони (1980—1982)
- Джузеппе Фарина (1982—1986)
- Розарио Ло Верде (1986)
- Сильвио Берлускони (1986—2004, 2006—2008, 2012—2017)
- Адриано Галлиани (фактический) (2004—2006, 2008—2012)
- Ли Юнхун (2017—2018)
- Паоло Скарони (2018—н. в.)

## Экономика
С 1986 года «Милан» являлся дочерней компанией Fininvest. Офис президента клуба оставался вакантным с 2008 года, после введения нового итальянского закона, который запрещает премьер-министру страны (Сильвио Берлускони) занимать другие руководящие посты в частных компаниях или клубах. Вице-президентом и главным исполнительным директором компании стал Адриано Галлиани.
Согласно Deloitte Football Money League, в сезоне 2012/13 «Милан» был десятым футбольным клубом в мире по уровню заработков (263,5 млн €). Таким образом, клуб повторил свой худший рейтинг десятилетия (впервые «Милан» опустился на десятую строчку в сезоне 2008/09). По состоянию на 8 мая 2014 года, «Милан» является восьмым богатейшим футбольным клубом мира, по версии журнала Forbes. Кроме этого, клуб признавался наиболее богатым в итальянском футболе.
Текущим главным спонсором «Милана» начиная с сезона 2010/11 является компания Fly Emirates. До этого клуб 4 года сотрудничал с австрийской букмекерской онлайн-конторой Bwin.
Ранее, в течение 12 сезонов «Милан» спонсировал немецкий автопроизводитель Opel (принадлежит General Motors). В основном на переднюю часть футболки наносилась надпись Opel, но в 1997/98, 2003/04 и 2005/06 сезонах там находились надписи «Astra», «Meriva» и «Zafira» (три машины из модельного ряда компании).
С 1998 по 2018 год экипировка (все комплекты формы, тренировочного оборудования и копий форм) поставлялись немецким производителем спортивной одежды Adidas. 14 января 2008 года «Милан» и Adidas продлили спонсорский контракт до 30 июня 2018 года, согласно которому Adidas отвечал за три отдельные области спонсорства: спонсорство на футболке, мерчендайзинг и распределение всех не футбольных сопутствующих товаров «Милана». Однако, в октябре 2017 года клуб объявил о досрочном разрыве соглашения с немецкой компанией. До Adidas игровую форму «Милана» производила итальянская спортивная компания Lotto.
Текущий технический спонсор «Милана» — Puma.
«AC Milan Group» в последний год имела большой совокупный чистый убыток, один из крупнейших среди итальянских клубов. В том числе: в 2005 году чистый убыток составил 4,5 млн € (отдельный счёт); в 2006 — чистая прибыль 12 млн € (благодаря продаже Шевченко); в 2007 — чистый убыток в 32 млн €; в 2008 — чистый убыток в 77 млн €; в 2009 — чистый убыток в 19 млн € (уменьшился благодаря продаже Кака); в 2010 — чистый убыток в 65 млн €; в 2011 — чистый убыток в 66 млн € и в 2012 году чистая прибыль составила 50 млн € (за счёт продаж Тиагу Силвы и Ибрагимовича).
В 2007 финансовом году рекапитализация «Милана» составила 75 млн €; 93 млн € в 2008 году; 18 млн € в 2009 году; 44 млн € в 2010 году (увеличение уставного капитала на 30 млн € было преобразовано из акционерного займа); 87 млн € в 2011 году и 30 млн € в 2012 году.

## Экипировка и спонсоры
На данный момент, титульным и техническим спонсорами клуба являются компании Fly Emirates и Puma.
| Годы       | Экипировка    | Спонсор         | Спонсор                   |
| Годы       | Экипировка    | Бренд           | Компания                  |
| ---------- | ------------- | --------------- | ------------------------- |
| 1981—82    | Linea Milan   | Pooh Jeans      | Italiana Manifatture      |
| 1982—83    | NR            | Hitachi         | Hitachi Europe            |
| 1983—84    | NR            | Cuore           | Cuore                     |
| 1984—85    | Rolly Go      | Oscar Mondadori | Arnoldo Mondadori Editore |
| 1985—86    | Gianni Rivera | Fotorex U-Bix   | Olivetti                  |
| 1986—87    | Kappa         | Fotorex U-Bix   | Olivetti                  |
| 1987—90    | Kappa         | Mediolanum      | Mediolanum                |
| 1990—92    | Adidas        | Mediolanum      | Mediolanum                |
| 1992—93    | Adidas        | Motta           | Motta                     |
| 1993—94    | Lotto         | Motta           | Motta                     |
| 1994—98    | Lotto         | Opel            | Opel                      |
| 1998—06    | Adidas        | Opel            | Opel                      |
| 2006—10    | Adidas        | Bwin            | Bwin                      |
| 2010—18    | Adidas        | Emirates        | The Emirates Group        |
| 2018—н. в. | Puma          | Emirates        | The Emirates Group        |

## Текущий состав
| 1  | Флаг Италии    | Вр  | Пьетро Терраччано     | 1990 |  |  |  |  |  |
| 16 | Флаг Франции   | Вр  | Майк Меньян (капитан) | 1995 |  |  |  |  |  |
| 96 | Флаг Италии    | Вр  | Лоренцо Торриани      | 2005 |  |  |  |  |  |
|    |                |     |                       |      |  |  |  |  |  |
| 2  | Флаг Эквадора  | Защ | Первис Эступиньян     | 1998 |  |  |  |  |  |
| 5  | Флаг Бельгии   | Защ | Кони де Винтер        | 2002 |  |  |  |  |  |
| 20 | Флаг Испании   | Защ | Алекс Хименес         | 2005 |  |  |  |  |  |
| 23 | Флаг Англии    | Защ | Фикайо Томори         | 1997 |  |  |  |  |  |
| 24 | Флаг Швейцарии | Защ | Закари Атекаме        | 2005 |  |  |  |  |  |
| 31 | Флаг Сербии    | Защ | Страхиня Павлович     | 2001 |  |  |  |  |  |
| 33 | Флаг Италии    | Защ | Давиде Бартезаги      | 2006 |  |  |  |  |  |
| 46 | Флаг Италии    | Защ | Маттео Габбия         | 1999 |  |  |  |  |  |
|    |                |     |                       |      |  |  |  |  |  |
| 4  | Флаг Италии    | ПЗ  | Самуэле Риччи         | 2002 |  |  |  |  |  |
| 8  | Флаг Англии    | ПЗ  | Рубен Лофтус-Чик      | 1996 |  |  |  |  |  |

| 11 | Флаг США        | ПЗ  | Кристиан Пулишич   | 1998 |  |  |  |  |  |
| 14 | Флаг Хорватии   | ПЗ  | Лука Модрич        | 1985 |  |  |  |  |  |
| 19 | Флаг Франции    | ПЗ  | Юссуф Фофана       | 1999 |  |  |  |  |  |
| 30 | Флаг Швейцарии  | ПЗ  | Ардон Яшари        | 2002 |  |  |  |  |  |
| 56 | Флаг Бельгии    | ПЗ  | Алексис Салемакерс | 1999 |  |  |  |  |  |
| 80 | Флаг США        | ПЗ  | Юнус Муса          | 2002 |  |  |  |  |  |
|    | Флаг Алжира     | ПЗ  | Исмаэль Беннасер   | 1997 |  |  |  |  |  |
|    | Флаг Франции    | ПЗ  | Ясин Адли          | 2000 |  |  |  |  |  |
|    |                 |     |                    |      |  |  |  |  |  |
| 7  | Флаг Мексики    | Нап | Сантьяго Хименес   | 2001 |  |  |  |  |  |
| 10 | Флаг Португалии | Нап | Рафаэл Леан        | 1999 |  |  |  |  |  |
| 17 | Флаг Швейцарии  | Нап | Ноа Окафор         | 2000 |  |  |  |  |  |
| 21 | Флаг Нигерии    | Нап | Самуэль Чуквуезе   | 1999 |  |  |  |  |  |

### Игроки в аренде
| \| № \| \| Поз. \| Имя \| Год рождения \| \| - \| \| ---- \| -------------------------------------------------- \| ------------ \| \| \| \| Защ \| Филиппо Терраччано (в «Кремонезе» до 30 июня 2026) \| 2003 \| \| \| \| Защ \| Витторио Магни (в «Чезене» до 30 июня 2026) \| 2006 \| \| \| \| ПЗ \| Варрен Бондо (в «Кремонезе» до 30 июня 2026) \| 2003 \| \| \| \| ПЗ \| Томмазо Побега (в «Болонье» до 30 июня 2026) \| 1999 \| \| \| \| ПЗ \| Кевин Дзероли (в «Монце» до 30 июня 2026) \| 2005 \| \| \| \| ПЗ \| Кристиан Комотто (в «Специи» до 30 июня 2026) \| 2008 \| \| \| \| Нап \| Лоренцо Коломбо (в «Дженоа» до 30 июня 2026) \| 2002 \| \| \| \| Нап \| Франческо Камарда (в «Лечче» до 30 июня 2026) \| 2008 \| \| \| \| Нап \| Альваро Мората (в «Комо» до 30 июня 2026) \| 1992 \| |              |      |                                                    |              |
| № |              | Поз. | Имя                                                | Год рождения |
| | Флаг Италии  | Защ  | Филиппо Терраччано (в «Кремонезе» до 30 июня 2026) | 2003         |
| | Флаг Италии  | Защ  | Витторио Магни (в «Чезене» до 30 июня 2026)        | 2006         |
| | Флаг Франции | ПЗ   | Варрен Бондо (в «Кремонезе» до 30 июня 2026)       | 2003         |
| | Флаг Италии  | ПЗ   | Томмазо Побега (в «Болонье» до 30 июня 2026)       | 1999         |
| | Флаг Италии  | ПЗ   | Кевин Дзероли (в «Монце» до 30 июня 2026)          | 2005         |
| | Флаг Италии  | ПЗ   | Кристиан Комотто (в «Специи» до 30 июня 2026)      | 2008         |
| | Флаг Италии  | Нап  | Лоренцо Коломбо (в «Дженоа» до 30 июня 2026)       | 2002         |
| | Флаг Италии  | Нап  | Франческо Камарда (в «Лечче» до 30 июня 2026)      | 2008         |
| | Флаг Испании | Нап  | Альваро Мората (в «Комо» до 30 июня 2026)          | 1992         |

- № 3 навсегда закреплён за Паоло Мальдини. Номер Паоло Мальдини сможет перейти только его детям.
- № 6 навсегда закреплён за Франко Барези.

## Официальные лица клуба

### Корпорационная зона
- Паоло Скарони — президент клуба.
- Джорджио Фурлани — генеральный директор.
- Джеффри Монкада — технический директор.
- Игли Таре — спортивный директор.
- Джанлука Д’Аванцо — финансовый директор.
- Мауро Тавол — ответственный за спонсорство.
- Мишель Лоруссо — руководитель отдела маркетинга и продаж.
- Филиппо Ферри — директор по развитию и эксплуатации инфраструктуры.
- Марко Ломаззи — ответственный за управление и развитие стадиона.
- Франко Барези — почётный вице-президент.
- Даниеле Массаро — менеджер по связям с общественностью.
- Мауро Сума — директор корпоративных коммуникаций и внешних связей.

### Спортивная зона
- Мауро Феррара — менеджер команды.
- Анджело Карбоне — директор молодёжного сектора.
- Джузеппе Сапиенза — менеджер по спортивным связям.

## Тренерский и медицинский штаб
| Должность                         | Имя                  |
| --------------------------------- | -------------------- |
| Главный тренер                    | Массимилиано Аллегри |
| Ассистент главного тренера        |                      |
| Главный тренер примаверы          | Массимо Оддо         |
| Тренер вратарей                   | Тони Робертс         |
| Клубный врач                      | Сальваторе Фоти      |
| Тренер по технической подготовке  | Давиде Лукарелли     |
| Тренер по физической подготовке   | Роберто Пересутти    |
| Тренер по атлетической подготовке | Маттео Ости          |
| Тренер по тактической подготовке  | Джанмарко Пиоли      |

## Капитаны

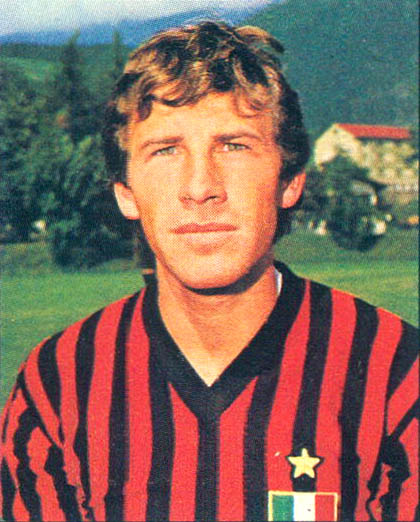
Франко Барези — бывший капитан команды

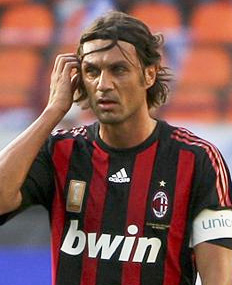
Паоло Мальдини — бывший капитан команды

| Период     | Капитан              |
| ---------- | -------------------- |
| 1899—1900  | Дэвид Эллисон        |
| 1900—1908  | Герберт Килпин       |
| 1908—1909  | Джероламо Радис      |
| 1909—1910  | Гидо Мода            |
| 1910—1911  | Макс Тобиас          |
| 1911—1913  | Джузеппе Рицци       |
| 1913—1915  | Луи Ван Хеге         |
| 1915—1916  | Марко Сала           |
| 1916—1919  | Альдо Чевенини       |
| 1919—1921  | Алессандро Скариони  |
| 1921—1922  | Чезаре Ловати        |
| 1922—1924  | Франческо Солдера    |
| 1924—1926  | Пьетро Бронзини      |
| 1926—1927  | Джанаджело Барзан    |
| 1927—1929  | Абдон Сгарби         |
| 1929—1930  | Алессандро Счеиенони |
| 1930—1933  | Марио Магноцци       |
| 1933—1934  | Карло Риготти        |
| 1934—1936  | Джузеппе Бониццони   |
| 1936—1938  | Луиджи Перверси      |
| 1938—1939  | Джузеппе Бониццони   |
| 1939—1940  | Антонио Бортолетти   |
| 1940—1941  | Бруно Аркари         |
| 1941—1942  | Джузеппе Меацца      |
| 1942—1944  | Джузеппе Антонини    |
| 1944—1945  | Паоло Тодескини      |
| 1945—1948  | Джузеппе Антонини    |
| 1948       | Этторе Пуричелли     |
| 1948—1952  | Андреа Бономи        |
| 1952—1953  | Карло Анновацци      |
| 1953—1954  | Омеро Тоньон         |
| 1954—1956  | Гуннар Нордаль       |
| 1956—1961  | Нильс Лидхольм       |
| 1961       | Франческо Загатти    |
| 1961—1966  | Чезаре Мальдини      |
| 1966—1975  | Джанни Ривера        |
| 1975—1976  | Ромео Бенетти        |
| 1976—1979  | Джанни Ривера        |
| 1979—1980  | Альберто Бигон       |
| 1980—1981  | Альдо Мальдера       |
| 1981—1982  | Фульвио Колловати    |
| 1982—1997  | Франко Барези        |
| 1997—2009  | Паоло Мальдини       |
| 2009—2013  | Массимо Амброзини    |
| 2013—2017  | Риккардо Монтоливо   |
| 2017—2018  | Леонардо Бонуччи     |
| 2018—2022  | Алессио Романьоли    |
| 2022—2025  | Давиде Калабрия      |
| 2025—н. в. | Майк Меньян          |

## Статистика
| Дивизион | Количество сезонов | Дебют     | Последний сезон |
| -------- | ------------------ | --------- | --------------- |
| A        | 125                | 1900/1901 | 2024/2025       |
| B        | 2                  | 1980/81   | 1982/83         |

## Рекорды

### Командные рекорды
- Самая крупная победа: 13:0 над «Моденой» (чемпионат Италии, 4 октября 1914 года)
- Самое крупное поражение: 0:8 от «Болоньи» (чемпионат Италии, 5 ноября 1922 года)
- Самая крупная выездная победа: 8:0 — против «Дженоа» (1950/51)
- Самое крупное выездное поражение: 1:6 — против «Алессандрии» (1935/36)
- Лучший бомбардир в Серии А: 210 мячей — Гуннар Нордаль
- Лучший бомбардир в Серии А за сезон: 35 мячей — Гуннар Нордаль (1949/50)
- Наибольшее число забитых мячей за сезон: 118 (1949/50, 20 команд); 84 (1958/59, 18 команд)
- Наименьшее число пропущенных мячей за сезон: 15 (1958/59 и 1993/94, 18 команд); 12 (1968/69, 16 команд)
- Наименьшее число забитых мячей за сезон: 36 (1966/67 и 1993/94, 18 команд); 21 (1981/82, 16 команд)
- Наибольшее число пропущенных мячей за сезон: 62 (1932/33, 18 команд)
- Самый быстрый хет-трик: Марко ван Бастен, «Милан» — «Аталанта» 3:1, 6 минут (1991/92)
- Первая команда, не потерпевшая ни одного поражения в течение одного сезона чемпионата Италии: (1991/92)
- Первая команда, которая выиграла все 6 матчей в групповом турнире Лиги чемпионов УЕФА: (1992/93)

### Лучшие бомбардиры клуба
| #  | Игрок                 | Голы | Период выступления   |
| -- | --------------------- | ---- | -------------------- |
| 1  | Гуннар Нордаль        | 221  | 1949—1956            |
| 2  | Андрей Шевченко       | 175  | 1999—2006, 2008—2009 |
| 3  | Джанни Ривера         | 164  | 1960—1979            |
| 4  | Жозе Алтафини         | 161  | 1958—1965            |
| 5  | Альдо Боффи           | 131  | 1936—1944            |
| 6  | Филиппо Индзаги       | 126  | 2001—2012            |
| 7  | Марко ван Бастен      | 124  | 1987—1993            |
| 8  | Джузеппе Сантагостино | 106  | 1921—1933            |
| 9  | Кака                  | 104  | 2003—2009, 2013—2014 |
| 10 | Пьерино Прати         | 102  | 1966, 1967—1973      |

### Рекордсмены клуба по количеству проведённых матчей
| #  | Игрок                 | Матчи | Период выступления |
| -- | --------------------- | ----- | ------------------ |
| 1  | Паоло Мальдини        | 902   | 1984—2009          |
| 2  | Франко Барези         | 719   | 1977—1997          |
| 3  | Алессандро Костакурта | 663   | 1986—2007          |
| 4  | Джанни Ривера         | 658   | 1960—1979          |
| 5  | Мауро Тассотти        | 583   | 1980—1997          |
| 6  | Массимо Амброзини     | 489   | 1995—2013          |
| 7  | Дженнаро Гаттузо      | 468   | 1999—2012          |
| 8  | Кларенс Зеедорф       | 432   | 2002—2012          |
| 9  | Анджело Анкиллетти    | 418   | 1966—1977          |
| 10 | Чезаре Мальдини       | 412   | 1954—1966          |

## Личные достижения футболистов «Милана»

### Игроки — обладатели «Золотого мяча»

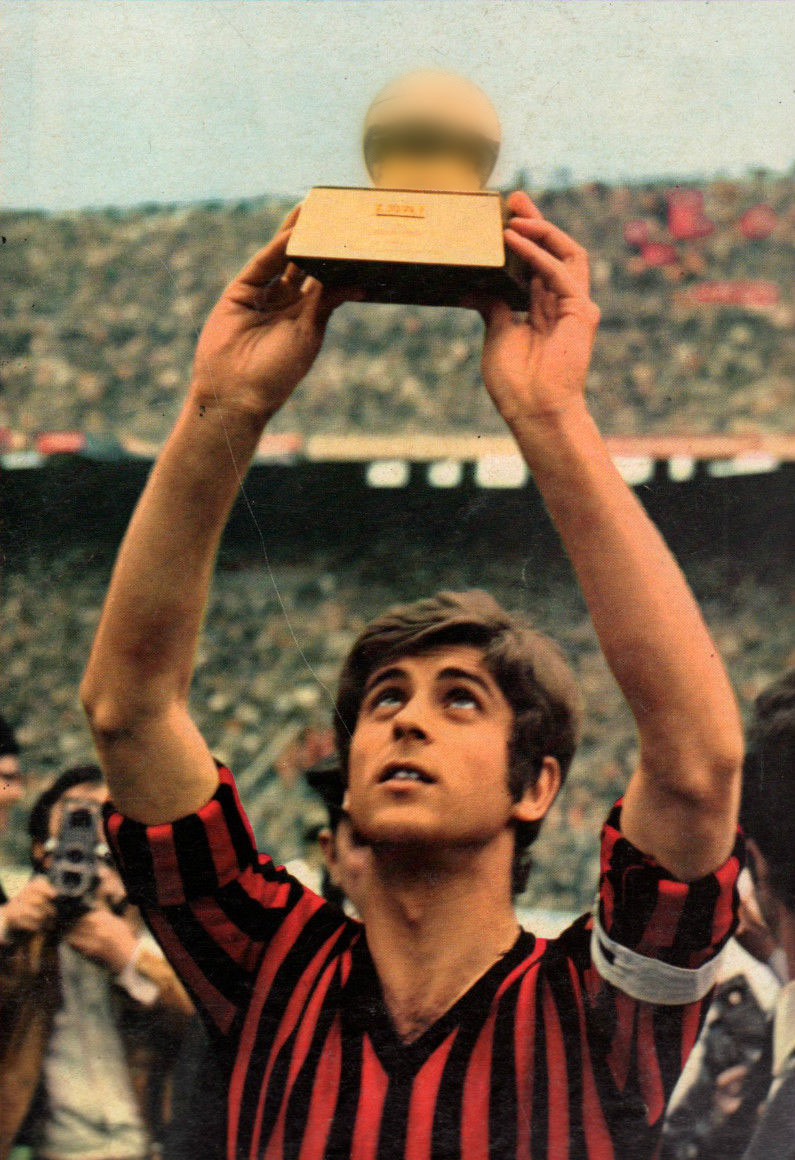
Джанни Ривера c «Золотым мячом» (1969)

Следующие футболисты получили «Золотой мяч», выступая за «Милан»:
- Джанни Ривера — 1969
- Рууд Гуллит — 1987
- Марко ван Бастен — 1988, 1989, 1992[55][56][57]
- Джордж Веа — 1995[58]
- Андрей Шевченко — 2004[59]
- Кака — 2007[60]

Игроки года по версии ФИФА
Следующие футболисты были признаны футболистами года по версии ФИФА, выступая за «Милан»:
- Марко ван Бастен — 1992[61]
- Джордж Веа — 1995[61]
- Кака — 2007[61]

### Игроки года по версииУЕФА
Следующие футболисты были признаны футболистами года по версии УЕФА, выступая за «Милан»:
- Кака — 2007[62]

### Чемпионы мира
Следующие футболисты становились чемпионами мира, являясь игроками «Милана»:
- Пьетро Аркари — 1934
- Франко Барези — 1982[63]
- Фульвио Колловати — 1982[63]
- Марсель Десайи — 1998[64]
- Роке Жуниор — 2002[65]
- Алессандро Неста — 2006[66]
- Дженнаро Гаттузо — 2006[66]
- Андреа Пирло — 2006[66]
- Альберто Джилардино — 2006[66]
- Филиппо Индзаги — 2006[66]

### Чемпионы Европы
Следующие футболисты становились чемпионами Европы, являясь игроками «Милана»:
- Анджело Анкиллетти — 1968
- Роберто Розато — 1968
- Джованни Лодетти — 1968
- Пьерино Прати — 1968
- Джанни Ривера — 1968
- Рууд Гуллит — 1988
- Франк Райкард — 1988
- Марко Ван Бастен — 1988
- Джанлуиджи Доннарумма — 2020

### Победители Лиги наций УЕФА
Следующие футболисты становились победителями Лиги наций УЕФА, являясь игроками «Милана»:
- Майк Меньян — 2020/21
- Тео Эрнандес — 2020/21
- Рафаэл Леан — 2024/25
- Жуан Феликс — 2024/25

### Обладатели Кубка конфедераций
Следующие футболисты становились обладателями Кубка конфедераций, являясь игроками «Милана»:
- Леонардо — 1997
- Дида — 2005
- Кака — 2005, 2009
- Алешандре Пато — 2009